# Classe Hyūga
Pour les articles homonymes, voir Hyūga (homonymie).
La classe Hyūga (ひゅうが型護衛艦, Hyūgagata goeikan, anciennement 16DDH — 16 correspondant à la seizième année de l'ère Heisei du calendrier japonais) sont des destroyers porte-hélicoptères (Hélicoptère Destroyer (DDH) dans la classification du Japon) de la Force maritime d'autodéfense japonaise.

## Origine du nom
Hyūga est le nom d'une ancienne province japonaise (actuelle préfecture de Miyazaki) et un port japonais qui a donné son nom à ladite province. Celui-ci a été porté au début du XXe siècle par un cuirassé de la Marine impériale japonaise.

## Historique

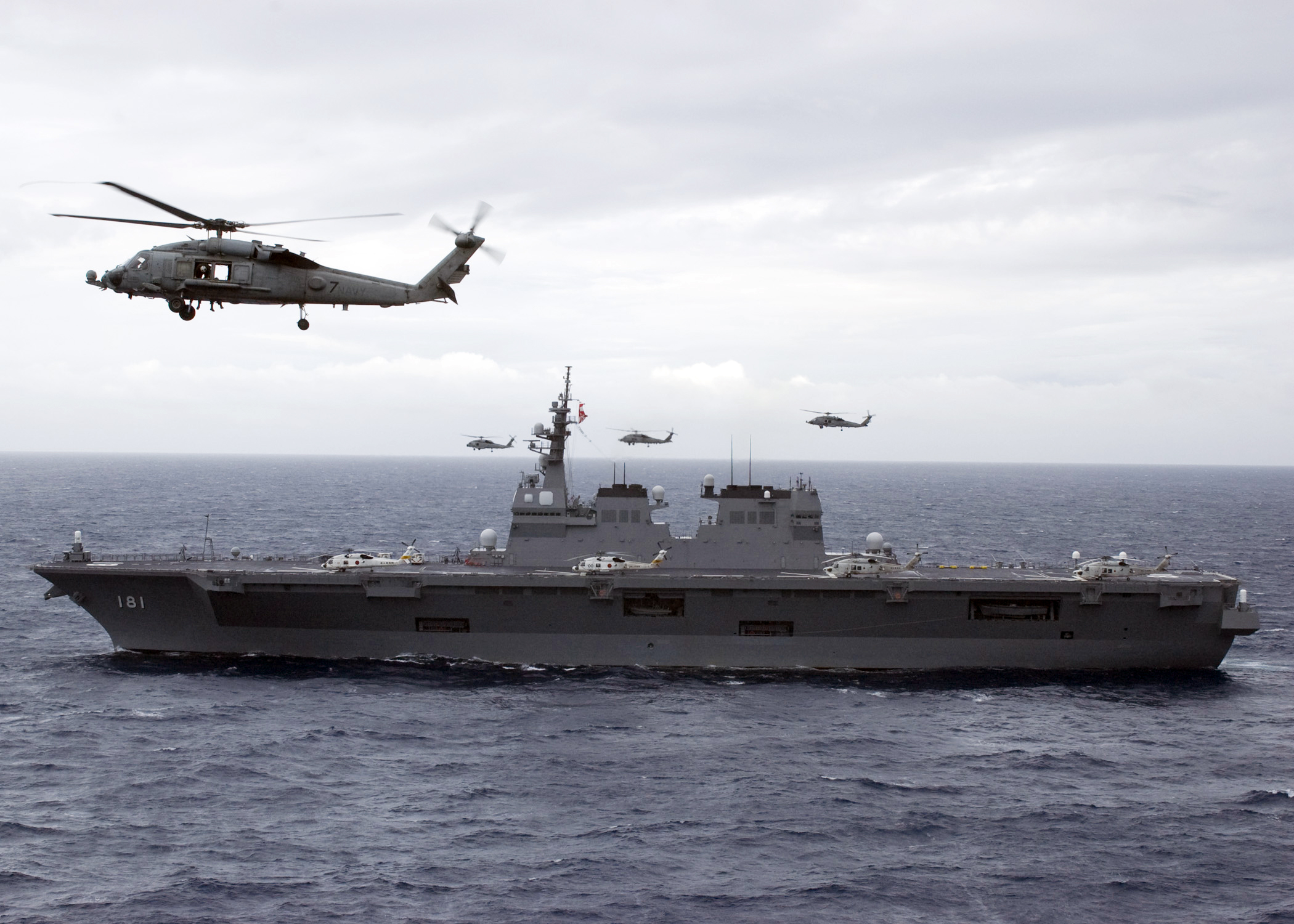
Le JDS Hyuga (DDH 181) entré en service en 2009.

Le 15 décembre 2001, dans le cadre du 13e plan de défense japonais, le gouvernement japonais approuve la construction de deux destroyers porte-hélicoptères.
Ces navires de combat ont été construits par Ishikawajima-Harima dans les chantiers navals de Yokohama à la suite d'un ordre donné en décembre 2003.
Le Hyuga (numéro de coque 181) qui a couté un total de 116,4 milliards de yens (1,06 milliard de dollars) a vu sa quille posée en mai 2006, son lancement le 23 août 2007 et son entrée en service le 18 mars 2009.
Le Isé (numéro de coque 182) a été lancé le 21 août 2009 et rentre en service le 16 mars 2011.

## Caractéristiques

Représentation du pont d'envol des Hyūga avec leurs deux ascenseurs et les quatre plots d'atterrissage.

Dotés d'un pont d'envol continu et d'un radier, ils sont néanmoins dénommés destroyers porte-hélicoptères (DDH) pour des raisons politiques liées à la constitution pacifiste du Japon. Ils sont conçus officiellement pour déployer des forces terrestres et des véhicules vers les garnisons éloignées de l'archipel et non sur des rives ennemies. Officieusement, la classe Hyuga constitue des navires-amiraux capables d'intervenir en haute-mer pour sécuriser les lignes d'approvisionnement maritimes du Japon. Elle est également apte à contribuer, via son système Aegis, au bouclier antimissile américano-nippon. À bord de ces navires il y un escadron de 4 hélicoptères qui ont comme mission la lutte anti-sous-marine. Il peut emporter un maximum de 24 petits hélicoptères ou 11 CH-47J Chinook

## Navires
| no coque | Name              | Quille      | Lancement    | Mis en service | Base    |
| -------- | ----------------- | ----------- | ------------ | -------------- | ------- |
| DDH-181  | JDS Hyūga (16DDH) | 11 mai 2006 | 23 août 2007 | 18 mars 2009   | Maizuru |
| DDH-182  | JDS Ise (18DDH)   | 30 mai 2008 | 21 août 2009 | 16 mars 2011   | Kure    |